# Gezondheidsdienst voor Dieren

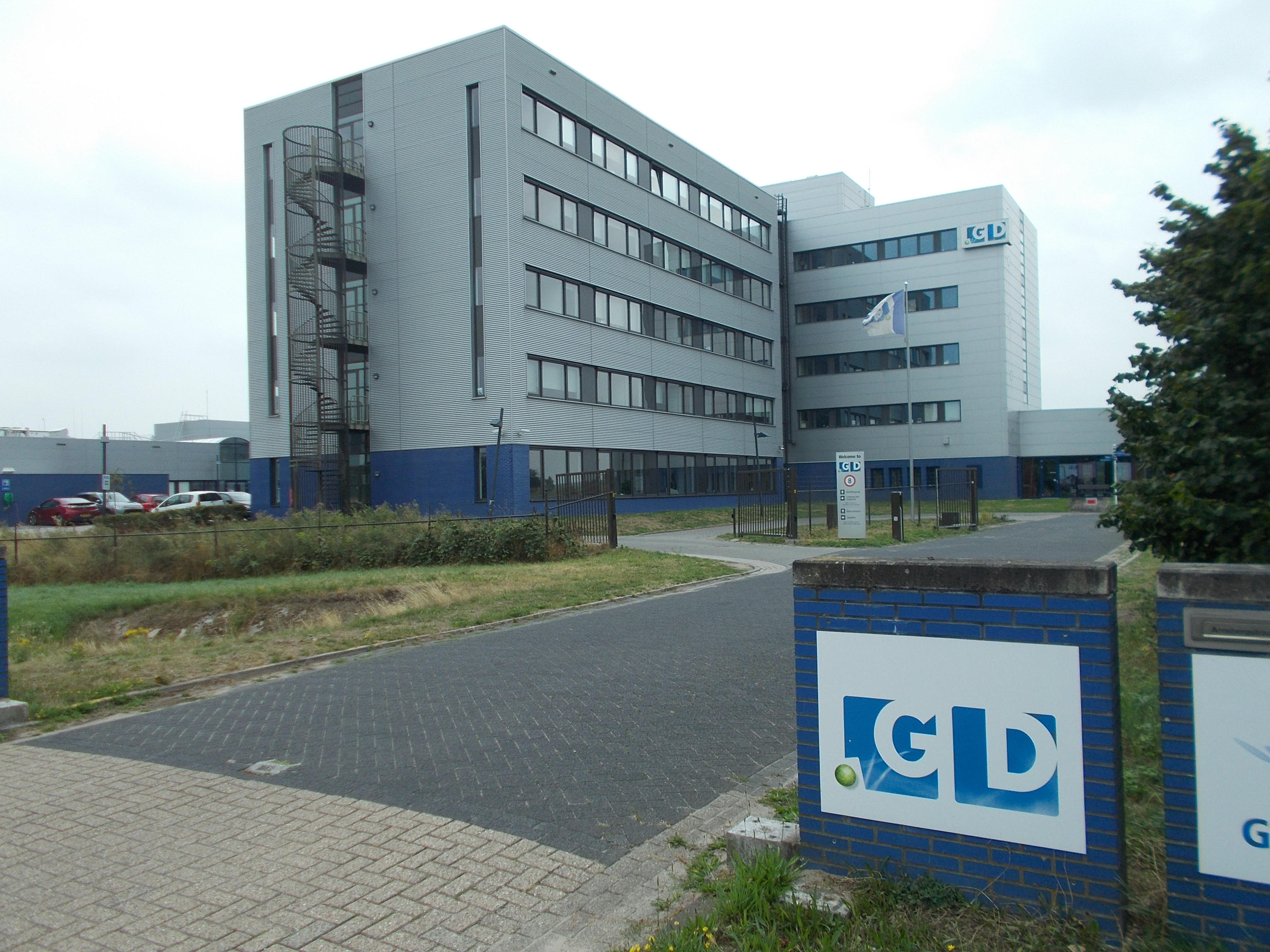
Gezondheidsdienst voor Dieren te Deventer

Gezondheidsdienst voor Dieren B.V. (GD) is een Nederlands dienstverlenend bedrijf gevestigd te Deventer. Het richt zich op het bestrijden en voorkomen van besmettelijke dierziekten. Er werken ongeveer 400 mensen, waaronder laboranten, dierenartsen, wetenschappers, informatiespecialisten en marktmedewerkers. GD beschikt over een veterinair laboratorium waar jaarlijks miljoenen lab-bepalingen uitgevoerd worden. Het bedrijf voert diergezondheidsmonitoring uit, doet praktijkgericht onderzoek en ontwikkelt programma’s voor dierziektepreventie en –bestrijding.

## Geschiedenis
De eerste gezondheidsdienst voor dieren was een regionaal boereninitiatief. Hij werd in 1919 opgericht in Friesland door fokkerij- en zuivelcoöperaties. Belangrijkste doelstelling was het bestrijden van rundertuberculose. Later werden in elke provincie gezondheidsdiensten opgericht en betaalden overheid en agrarische sector elk de helft van de kosten. Vanaf 1954 werden veel diergezondheidstaken overgenomen door het Landbouwschap, een semi-overheidsorganisatie. In 1972 is onder het Landbouwschap de Stichting Gezondheidszorg voor Dieren opgericht. Het schap en deze stichting hebben bewerkstelligd dat de Nederlandse rundveesector vrij werd van tuberculose, abortus bang en leukose. In de pluimvee-vermeerderingssector werden Salmonella gallinarum, Salmonella pullorum en mycoplasma gallisepticum uitgebannen. Ook zijn in Nederland, als eerste in Europa, identificatie- en registratiesystemen ingericht voor dieren. Sinds de opheffing van het Landbouwschap in 2000 heeft de Gezondheidsdienst voor Dieren zich ontwikkeld tot een zelfstandige onderneming.

## Activiteiten
- Diergezondheidsmonitoring:

Het bedrijf verzamelt gegevens over de gezondheidstoestand van de Nederlandse veestapel. Door te monitoren kunnen uitbraken van besmettelijke dierziekten tijdig worden gesignaleerd en nieuwe ziekten opgespoord.
- Gezondheidsgaranties/vrijwillige programma’s:

De gezondheidsdienst geeft gezondheidscertificaten af aan veehouders en aan de veevoederindustrie als is geconstateerd dat een ziekte niet op een bedrijf voorkomt en er voldoende preventieve maatregelen zijn genomen. Voorbeelden hiervan zijn gezondheidscertificaten in verband met infectieuze boviene rinotracheïtis, bovienvirusdiarree, caprine arthritis encephalitis en scrapie.
- Wettelijke dierziekteprogramma’s:

Bij een aantal dierziekten, zoals ziekte van Aujeszky en rundertuberculose is de overheid verantwoordelijk voor bestrijding en preventie. Dat is geregeld in de Gezondheids- en welzijnswet voor dieren. GD voert in opdracht van de overheid de aanpak van deze dierziekten uit, door het controleren van melk- en bloedmonsters en het onderzoeken van verdachte dieren of kadavers.
- Ondersteuning bij verdenking en uitbraak:

Bij verdenking of uitbraak van zeer besmettelijke dierziekten zoals varkenspest, mond-en-klauwzeer en klassieke vogelpest, ondersteunt GD de overheid met laboratoriumonderzoeken en specialistenteams.
- Onderzoek en ontwikkeling:

GD heeft veel ervaring op het gebied van dierziekten in Nederland en verzamelt al vele jaren gegevens daarover. Dit wordt benut voor onderzoek en de ontwikkeling van nieuwe kennis en expertise met betrekking tot diergezondheid.